# The Rain Song
«The Rain Song» (с англ. — «Песня дождя») — вторая песня c пятого студийного альбома британской рок-группы Led Zeppelin, Houses of the Holy.

## История создания
На сочинение композиции группу в некоторой степени подтолкнул разговор, который как-то состоялся между Джоном Бонэмом и Джорджем Харрисоном. В ходе беседы Харрисон заметил, что у Led Zeppelin, по его мнению, есть только одна проблема — отсутствие в репертуаре песен-баллад. Несмотря на то, что группа к тому времени фактически уже располагала некоторыми композициями, которые можно было отнести к этому виду музыкальных произведений (например, «Going to California»), заявление Джорджа было воспринято её участниками как своего рода вызов.
Основным автором мелодии к песне стал гитарист Led Zeppelin, Джимми Пэйдж; авторство слов принадлежит вокалисту, Роберту Планту. Пэйдж сочинил музыкальную составляющую в доме своего поместья в Пламптоне, где он незадолго до этого поставил микшерный пульт, использовавшийся ранее, в частности, в составе Pye Mobile Studio для записи концертного выступления группы в Альберт-холл. Окончательную версию композиции, подготовленную к студийной записи, дополнила игра Джона Пола Джонса на меллотроне для создания эффекта струнного оркестра и, как обычно, барабаны Бонэма (на протяжении большей части композиции, впрочем, исполняющих незначительную роль). При записи Бонэм всю композицию, включая её «тяжелую» часть, играл на щётках. Пэйдж использовал в студийной версии песни модель гитары от Danelectro.
Запись была произведена в доме вокалиста The Rolling Stones, Мика Джаггера, в Ньюбери, с использованием их же переносной звукозаписывающей студии.
Песня носила рабочее название «Слякоть» (Slush) — шутливая отсылка к лёгкому, переливающемуся звучанию меллотрона. Первые два аккорда, которыми начинается «The Rain Song», в свою очередь, отсылают к произведению The Beatles «Something», сочинённую как раз Харрисоном.

## Концертные версии
Группа начала исполнять песню живьём начиная с 1972 года, ещё до официального выпуска в составе альбома, и играла её на всех своих последующих концертах вплоть до распада в 1980 (за исключением североамериканского турне 1977 года). По своей очерёдности «The Rain Song» всегда исполнялась после «The Song Remains the Same», то есть также, как и в альбоме, причиной чему была необходимость использовать двухгрифовую модель Gibson EDS-1275 для обеих композиций. Верхний, 12-струнный гриф Пэйдж использовал для «The Song Remains the Same», а на «The Rain Song» переходил на нижний, 6-струнный. В европейском турне 1980 года, однако, «Песня дождя» осталась единственной композицией с Houses of the Holy, включённой в концертную программу, в связи с чем 12-струнный гриф оказался временно «без работы». Что касается струнной аранжировки Джона Пола Джонса, то на всех концертах, за исключением 1979 и 1980 годов, он играл на уже упомянутом меллотроне, а на последних шоу, в частности, на фестивале в Небуорте, заменял его синтезатором Yamaha GX-1.
Исполняя «The Rain Song» на концертах, Джимми Пэйдж избрал довольно необычную настройку для гитары. Как уже упоминалось, его двухгрифовая Gibson EDS-1275 использовалась для двух песен подряд: так, 12-струнный гриф, предназначенный для «The Song Remains the Same», находился в классическом («испанском») строе (E-A-D-G-B-E); на 6-струнном же был нестандартный строй Asus4 (E-A-D-A-D-E), отличающийся от классического только настройкой двух струн и не соответствующий строю на студийной версии песни (D-G-C-G-C-D). Во-первых, эта особенность объясняется тем, что на этой же гитаре на концертах игралась и «Stairway to Heaven», для которой требовался стандартный строй и, соответственно, при данном варианте две струны было подтянуть быстрее и проще, чем все шесть. Во-вторых, такой строй, в сочетании с клавишными Джонса, делал мелодию более богатой по звучанию. При этом Планту необходимо было петь всю песню выше, чем в студийном варианте.
В 1994 году Пэйдж и Плант исполнили ещё одну живую версию композиции в рамках своего совместного проекта, но запись песни не вошла в состав оригинального концертного альбома и была выпущена только спустя 10 лет, на его юбилейном переиздании.

## Стиль и отзывы
В тексте композиции описываются сменяющиеся, как времена года, любовные чувства. Многие отмечали большую разноплановость, разнообразие стилей и жанров, из которых состоит песня. В частности, известный американский музыкальный продюсер Рик Рубин однажды отметил, что даже не знает, «какая именно это музыка», и что «The Rain Song» «бросает вызов всей классификации музыкальных жанров». Что касается самих авторов песни, то в той или иной степени они все положительно отзывались об этом произведении, а Роберт Плант в одном из своих интервью назвал «The Rain Song» своей лучшей песней в плане исполнения вокала.
Песня неоднократно звучала в различных фильмах в качестве саундтрека: Почти знаменит и Cemetery Junction (художественные фильмы), а также в документальных Приготовьтесь, будет громко и The Song Remains the Same (собственном концертном фильме Led Zeppelin). Примечательно, что в The Song Remains the Same песня была наложена на эпизод в стиле средневекового фэнтези, где Плант, в роли рыцаря, после долгих приключений спасает прекрасную деву, что символизировало, по задумке Роберта, его видение идеала — поиска святого Грааля.

## Участники записи
- Роберт Плант — вокал
- Джимми Пэйдж — гитара
- Джон Пол Джонс — бас-гитара, меллотрон, фортепианино
- Джон Бонэм — ударные